# Witte buisjesspons
De witte buisjesspons (Leucosolenia variabilis) is een sponssoort in de taxonomische indeling van de kalksponzen (Calcarea). De spons leeft in de zee en zijn parenchym bestaat uit calciumcarbonaat. De spons behoort tot het geslacht Leucosolenia en behoort tot de familie Leucosoleniidae. De wetenschappelijke naam van de soort werd voor het eerst geldig gepubliceerd in 1870 door Ernst Haeckel.

## Beschrijving
Deze sponssoort vormt een dunne overtrek over een hard oppervlak, bestaande uit half doorschijnende witte buisjes. Daaruit rijzen eveneens witte buisjes op tot een hoogte van ca. 15 mm. De buisjes zijn ca. 2 mm in doorsnede en sterk vertakt en onderlinge verbindingen vormend. Aan het eind van ieder buisje zit een uitstroomopening (osculum). Het aantal rechtopstaande buisjes per cluster kan liggen tussen 2 en enkele honderden. Het oppervlak ziet er een beetje korrelig uit. De versterkende kalknaalden in het weefsel, de 'spicula', zijn met een goede loep te zien: ze zijn drie- en vierstralig.

## Verspreiding en leefgebied
Het verspreidingsgebied van witte buisjesspons is van Noordwest-Europa tot in de Middellandse Zee, alsmede aan de Amerikaanse oostkust van de Saint Lawrencebaai tot Cape Cod. Het leefgebied is laag in het intergetijdengebied en dieper. Groeit op rotsen en wieren, maar ook in holtes, aan de onderkant van stenen van steigerpalen. Hoewel witte buisjesspons tamelijk algemeen voorkomt is deze soort niet altijd gemakkelijk te vinden omdat hij vaak verscholen tussen de andere begroeiing bevindt.